# ビヨンド・ザ・ブレイク
ビヨンド・ザ・ブレイク（英語表記：Beyond the Break）は、アメリカ合衆国のThe N（現ティーンニック）で2006年6月2日から2009年6月25日まで放送されたテレビドラマ。ハワイのオアフ島を舞台に、プロのサーフィンチームに所属する4人の女性が繰り広げる物語。日本では2008年から、テレビ朝日系列のBSデジタル放送および地上波（土曜ミッドナイトドラマ枠）で放送されている。

## スタッフ
- プロデューサー - マイケル・D・ジェイコブズ、デイビット・ブルックウェル、ショーン・マクナムラ

## 主要登場人物
- レイシー・ファーマー - Natalie Ramsey（声：本仮屋ユイカ）

プロサーファーチーム「ウェーブシンク」に所属する女性メンバーのうちの1人。プロサーファーチームに入るため、アメリカ西海岸地区からやってきた。チームのコーチであるジャスティンは彼女の母親（パティー）の元・恋人で、彼女にサーフィンを教えた人物でもある。
- ドーン・プレスト - Suzie Pollard（声：クリスティーナ）

「ウェーブシンク」に所属する女性メンバーのうちの1人。
- カイ・ケアロハ - Sonya Balmores（声：千葉アリサ）

「ウェーブシンク」に所属する女性メンバーのうちの1人。舞台であるオアフ島出身。ヴィンとは幼馴染で、密かに好意を寄せている。
- バーディ・スコット - Tiffany Hines（声：藤井悠）

「ウェーブシンク」に所属する女性メンバーのうちの1人。サーフィンが大好きで、大学を休学してオアフ島にやって来て、チームに入った。マーカスは恋人。
- ジャスティン・ヒーリー - David Chokachi（声：三木眞一郎）

「ウェーブシンク」のコーチを務める元・トッププロサーファー。レイシーの母親（パティー）は元・恋人で、レイシーにサーフィンを教えた人物でもある。ロニーは別居中の妻である。
- ヴィン・ケアヒ - Michael Copon（声：津田英佑）

舞台であるオアフ島出身。カイとは幼馴染。
- シュー（Kurt"Shoe"Shoemarker） - Jason Tam（声：羽多野渉）

「ウェーブシンク」のスタッフ。ドーンに好意を持っている。
- ベイリー・リース - RosS Thomas（声：浪川大輔）

「ウェーブシンク」に所属する唯一の男性メンバー。現在怪我を理由にサーフィンをやっていない。
- マーカス - Marcus Patrick（声：安田暁）

オアフ島の基地に駐留中の軍人。バーディの恋人。
- パティー・ファーマー - Darlene Vogel（声：魚住りえ）

レイシーの母親。ジャスティンの元・恋人。
- ロニー - Kelli McCarty（声：石塚理恵）

ジャスティンの別居中の妻。職業は弁護士。
- デール・マーティン - Jim Horigan

「ウェーブシンク」のオーナー。

## 日本のネット局

### 地上波
- 北海道：北海道放送（JNN系）
- 関東広域圏：テレビ朝日（ANN系）
- 中京広域圏：メ〜テレ（ANN系）
- 近畿広域圏：関西テレビ（FNN・FNS系）
- 福岡県：RKB毎日放送（JNN系）

### 衛星放送
- BS朝日
- テレ朝チャンネル